# Eleccions legislatives de Cap Verd de 1985
Les eleccions legislatives de Cap Verd de 1985 es van celebrar a Cap Verd el 7 de desembre de 1985. Aleshores al país hi havia un sistema unipartidista i l'únic partit legal era el Partit Africà per la Independència de Cap Verd (PAICV). El PAICV va presentar una llista de 83 candidats als votants per ser aprovada. La llista fou aprovada pel 94,0% de votants, amb una participació del 68,9%.

## Resultats
| Partit                                         | Vots    | %    | Escons | +/– |
| ---------------------------------------------- | ------- | ---- | ------ | --- |
| Partit Africà per la Independència de Cap Verd | 92.865  | 94,0 | 83     | +20 |
| En contra                                      | 5.927   | 6,0  | –      | –   |
| Total                                          | 98.792  | 100  | 83     | +20 |
| Votants registrats/participació                | 143.410 | 68,9 | –      | –   |
| Font: Nohlen et al.                            |         |      |        |     |